# Alosa d'Archer
L'alosa d'Archer (Heteromirafra archeri) és una espècie d'ocell de la família dels alàudids (Alaudidae).

## Hàbitat i distribució
Habita praderies de les terres altes del sud d'Etiòpia.